# Sasagiu Rapids Provincial Park
Sasagiu Rapids Provincial Park är en park i Kanada.   Den ligger i provinsen Manitoba, i den sydöstra delen av landet, 1 900 km nordväst om huvudstaden Ottawa. Sasagiu Rapids Provincial Park ligger 238 meter över havet. Den ligger vid sjöarna  Brostrom Lake och Setting Lake.
Terrängen runt Sasagiu Rapids Provincial Park är mycket platt. Trakten runt Sasagiu Rapids Provincial Park är nära nog obefolkad, med mindre än två invånare per kvadratkilometer.. 
I omgivningarna runt Sasagiu Rapids Provincial Park växer i huvudsak blandskog.